# Крайцери проект 68-бис
Крайцери проект 68-бис, според класификация на НАТО – клас „Свердлов“, са тип леки крайцери на ВМФ на СССР. Един от първите следвоенни проекти и последната серия чисто артилерийски крайцери на СССР. Могат да носят дежурство и да водят бойни действия както близо до крайбрежието, така и в открито море.
Серийното построяване на крайцерите от този тип е в съответствие с първата следвоенна програма за военното корабостроене на СССР, приета през 1950 г. Към средата на 1950-те г. за построяване от пр. 68-бис, са планирани 25 единици. Заложени са 21 единици, фактически са достроени в различни модификации 14 единици, за Черноморския, Балтийския, Северния и Тихоокеанския флотове на СССР. Крайцерите от проекта 68-бис са една от най-многобройните крайцерски серии в света. От 1956 г., след списването на линкорите от типа „Севастопол“, КР тип „Свердлов“, до средата на 1960-те г., са основните кораби в ядрото на надводните сили на ВМФ на СССР.

## История на проектирането
В първите следвоенни години (до средата на 1950-те години) СССР няма реалните технически възможности за създаването на мощен океански ракетно-ядрен флот и е принуден да строи кораби с обичайното артилерийско и торпедно-минно въоръжение. В този период флота на СССР съхранява статуса си на флот за крайбрежно действие и е предназначен, основно, за решаване на отбранителни задачи. В съответствие с тази военноморска доктрина се води и разработката на проекта за крайцерите от типа „Свердлов“. Тези кораби по своите размери са най-големите крайцери в историята на ВМС на СССР и най-многобройните в своя подклас.
През януари 1947 г. е дадено тактико-техническо задание (ТТЗ) на разработката на проекта. Разработката на техническия проект под код „68-бис“ се води от ЦКБ-17 под ръководството на главния конструктор А. С. Савичев (за икономия на време, се отказват от разработката на ескизен проект), който е утвърден след пет месеца. През 1949 г., по искане на ръководството на ВМФ, работният проект е преработен с оглед поставянето на новите радиолокационни станции и средства за свръзка на системата „Победа“.
Разработката на проекта за КРЛ под код „68-бис“ е резултат от почти 15-годишен период на работа на ЦКБ-17 по създаването на съветски КРЛ под ръководството на А. С. Савичев, (главен наблюдаващ от страна на ВМФ е капитан 1-ви ранг Д. И. Кущев) и върви едновременно с дострояването на крайцерите заложени преди войната. В качеството на кораб-прототип е избран лекият крайцер „68-k тип „Чапаев““. Но, за разлика от КРЛ тип „Чапаев“, достроени по преработен следвоенен проект, новият проект за КРЛ е разработен с оглед реализация на следвоенните технологични достижения в съветското корабостроене. В този период в СССР са продължени научните и практическите работи по създаване на бойни кораби от ново поколение, в които вече на етапа на проектирането може максимално да се отчетат както опита на войната, така и всички най-нови следвоенни научно-производствени разработки. За първи път в практиката на съветското крайцеростроене, в този проект е осъществен цялозаварен корпус от нисколегирана стомана (вместо нитован), което осигурява повишаване на технологичността на построяването и намаляване на финансовите разходи.
В проекта 68-бис, за първи път в съветското корабостроене, в условията на Балтийския корабостроителен завод, е усвоено заваряването на дебели и голямогабаритни бронелистове (автор на проекта е А.П. Горячев) и е реализирана новата технология за секционно сглобяване на цялозаварения корпус от обемни секции с маса 100÷150 тона по метода на заваряването. При това, броневите плочи са напълно включени в силовата схема на корпуса и в системата на несещите корабни конструкции. Това става възможно благодарение на създаването на нова, нисколегирана заваряема стомана, марка СХЛ-4 (предел на текучест 40 кгс/мм²) Електрозаваряването на корабния корпус, включая дебелите, молемогабаритни бронеплочи е сложен технологичен процес, осъществен, в значителна степен, благодарение на изучаването в пеиода 1945 – 1948 г., на опита и технологите използвани в германските корабостроителници, в съчетание със съветския опит за използване на заваряването в танкостроенето. Новият технологичен процес за секционно сглобяване на цялозаварен корпус, по сравнение с нитоването, позволява да се съкратят сроковете за постройка на всеки кораб в средно почти наполовина (до две и половина години).
Корабът от проекта „68-бис“, по сравнение с проекта „68-к“, се отличава увеличени масо-габаритни характеристики, цялостно заварен корпус, удължен полубак, подобрени условия за обитаемост, известно увеличена мощност на паротурбинните двигатели на пълен ход, количествено по-мощна артилерия на спомагателния и зенитните алибри, наличието на специални артилерийски радиолокационни станции в допълнение към оптичните средства за насочване на оръдията по целта, по-съвременно навигационно и радиотехнично въоръжение и средства за свръзка, увеличена автономност (до 30 денонощия) и далечина на плаване (до 9000 мили). Проектът 68-бис се явява „базов проект“ за последващи модификации: пр. 70-е, корабите за управление: пр. 68-у-1 и 68-у-2.

## Техническо описание

### Тактико-технически характеристики(ТТХ)
Размери:

Дължина максимална – 209,98 (210) метра
Главни размери по КВЛ, при нормална водоизместимост, m: 205×21,2×6,9 (средно газене)
Ширина максимална – 22 (22,8) метра
Газене габ. – 7,3 метра
Средно потапяне – 7,5 метра
Водоизместимост:

стандартна – 13230 (13600)тона
нормална – 15120 (15450) тона
пълна – 16340 (16640; 19200) тона
Главна енергетична установка:

два турбозъбчати агрегата (ТЗА), със сумарна мощност 118 100 к.с., два гребни винта
Скорост и запас на хода:

Пълна – 33 (34) възела (над 59 km/h)
Оперативно-икономична – 18 възела (над 33 km/h)
Запас на хода – 9000 мили (при оптимален икономичен ход);
Далечина на плаване, мили (при скорост, възела) – 9000 (16), 8700 (18), 5000 (20).
Автономност – 30 денонощия (разчетна)
Въоръжение:

12×152 mm ГК; 12×100 mm УО; 32×37 mm ЗО; 2×5тр. ТА; 250 мини.
Екипаж:

1270 души (в т.ч. 71 офицерa)

### Конструкция
За първи път в практиката на съветското крайцеростроене е реализиран цялостно заварен корпус от нисколегирана стомана (вместо нитован).
Конструктивната подводна минно-торпедна защита включва: двойно дъно на корпуса (протежение до 154 m), система на бордовите отсеци (за съхранение на течни товари) и надлъжни прегради, а също и 23 главни водонепроницаеми автономни отсека на корпуса, формирани от напречни херметични прегради. В общата и местната здравина на кораба значителна роля играе смесената система на набора на корпуса – преимуществено надлъжна – в средната част, и напречна – в неговата носова и кърмова оконечности, а също и включването на „броневата цитадела“ в силовата схема на корпуса. Разположение на служебните и жилищните помещения практически е идентично с това на крайцера от типа „Чапаев“ (пр.68-к)..

### Въоръжение по проект
- Артилерийско:
  - 12 (4×3) × 152 mm (оръдия Б-38 в куполни установки МК-5бис)
  - 12 (6×2) × 100 mm (СМ 5 – 1-бис)
  - 32 (16×2) × 37 mm (МЗА В-11М)
- Торпедно
  - 2 × 5 – 533 mm (ПТА-53-68).
- Мини (може да носи мини при претоварване на горната палуба)
  - 132 (обр. 1908 г.) / 76 (обр.1926 г.) / 68 (КБ „Краб“)

### Радиотехническо въоръжение
- БИУС – „Звено“
- РЛС за общо наблюдение:
  - „Гюйс-2“ или
  - МР-500 „Кливер“ (Big Net) или
  - „Кил“
- РЛС за откриване на НЦ – „Риф“
- ХАС – „Тамир-5Н“
- РЛС за управление на огъня:
  - 2 × „Залп“ за АУ на ГК (главен калибър)
  - 2 радиодалекомера „Щаг-Б“
  - 2 × „Якор-М“ (в състава на СПН-500) за универсалните АУ
  - „Заря“ за ТА

командно-далекомерни постове:
- - 2 × КДП2-8-III для артилерията на ГК
  - 2 × СПН-500 за универсалните АУ

термопеленгаторна станция – „Солнце-1“
РЛС за разпознаване – „Факел-МО / МЗ“

#### Система на брониране
За защита на важните части на кораба от артилерията на противника, се използва основно хомогенна броня. Системата на брониране конструктивно е образувана от палубното (бронева е долната палуба), бордовото и траверсното брониране. Използва се традиционното общо и локално брониране: противоснарядно – цитаделата, кулите на главния калибър, бойната рубка; противоосколъчно и противокуршумно – бойните постове на горната палуба и надстройките.
Противоснарядната защита на жизненоважните части на кораба се осигурява от общото и локалното брониране, с използването на основно хомогенна броня. Системата на общото брониране включва: цитаделата, кулите на главния калибър, бойната рубка. Броневата цитадел конструктивно е формирана от палубното (броневата долна палуба, с дебелина 50 mm), бортовите пояси – 100 mm, носовия траверс – 120 mm и кърмовия траверс – 100 mm, и съставлява основната маса в системата на бронирането. Локална противоосколъчна и противокуршумна бронезащита имат бойните постове на горната палуба и надстройките.
Бордовия брониран пояс е включен (интегриран) в силовата схема на корпуса, простирайки се по него, от образуващия барбет на носовата кула на главния калибър до образуващия барбет на кърмовата кула на главния калибър, извисявайки се над водолинията на 0,5 m, с дебелина: от 32-рия до 170-ия шпангоут – 100 mm, в краищата – 20 mm.
Интегрирането (включването) в силовата структура на корпуса на крайцера на пояса, заедно със 16 херметични отсека осигурява доста високата му противоторпедна живучест. Ефективността на система на бронирането е потвърдена с изпитателен артилерийско-торпеден обстрел на натурен отсек, включващ бойната рубка.
Конструктивната подводна защита (без броня), включва: двойното дъно, надлъжните прегради и наречните прегради разделящи корпуса, по дължина, на 23 основни водонепроницаеми отсека. Непотопимостта на кораба се осигурява при наводняване на три кои и да е съседни отсека.
Теглото на корпуса (с бронезащитата), относително стандартната водоизместимост съставя – 65% (около 8600 тона), а теглото на бронезащитата на корпуса – 22% (около 2910 t).
Дебелина на бронелистовете в системата на общото брониране (цитаделата):

- Бордови пояс – 100 mm (в района на шп.32÷170); 20 mm (в краищата)
- Носов траверс – 120 mm
- Кърмов траверс – 100 mm
- Барбети на артилерийските кули на главния калибър – 130 mm
- Бордове на отсеците на рулевото и румпелното отделения – 100 mm, (отгоре – 50 mm).
- Настилка на долната палуба – 50 mm; в краищата – 20 mm
- Бойна рубка: стени – 130 mm, палуба – 30 mm, покрив – 100 mm.
- Цилиндричен бронекожух за защита на кабелните комуникации – 50 mm
- Огнярските и решетките на шахтите на машинно-котелните вентилатори – 125 mm.

Дебелина на бронелистовете в системата на локалното (противокуршумно-осколъчно) брониране:

- резервен команден пункт (ходова рубка) – 10 mm
- Бойни постове вътре в кулообразната фокмачта (под бойната рубка) – 10 mm
- командно-далекомерните постове (КДП) – 13 mm
- кожусите на далекомерите – 10 mm
- стабилизираният пост за наводка (СПН-500) (включая неговите барбети) – 10 mm.
- Бронеканалите – 10 mm.

### Главна енергетична установка
Главната корабна енергетична установка (ГЕУ) на крайцерите от пр. 68-бис, като цяло, е аналогична на ГЕУ на крайцерите от типа „Чапаев“ (пр. 68-к). Състои се от два автономни ешелона, пометени в осем отсека. Проектното тегло на ГЕУ съставлява 1911 тона. Включва: шест главни вертикални, водотръбни парни котли триъгълен тип „КВ-68“, с естествена циркулация (по един на котелно отделение), оборудвани със система за принудително вентилаторно изтласкване на въздуха в котелните отделения, паропроизводителността на всеки, при пълен ход (с оглед 15-процентно претоварване) е 115000 kg/h, работно налягане на парата е 25 kg/cm², а температурата на прегрятата пара – 370°±20°С, изпаряващата повърхност на нагрева е 1107 m², тяговъоръженост – 17,4 kg/к.с.; Двата главни турбозъбчати агрегата (ТЗА) са тип „ТВ-7“, номиналната мощност на всеки е – 55 000 к.с., сумарната максимална проектна мощност при пълен преден ход е 118100÷128000 к.с., на задния ход – 25270 к.с. (25200÷27000 к.с.), всеки ТЗА върти един валопровод, дължината на валопровода по десния борд е 84,9 метра, по левия (от кърмовото машинно отделение) – 43,7 метра, гребните валове са с диаметър 0,5 m, въртят два месингови винта с диаметър от 4,58 метра и маса 16,4 тона всеки, с честота на въртене от 315 rpm; Спомагателните механизми, устройства, тръбопроводи, системи и арматура.
Главните котли тип КВ-68 постройка на корабостроителните заводи, вече не съответстват на нивото на развитие на котелната техника от 1950-те години (имат сравнително голямо относително тегло и ниски параметри на парата)… Крайцерите от проекта 68-бис са последните кораби оборудвани с котлите тип КВ-68, на съветските кораби от ново поколение тези котли вече не се поставят.
Главните ТЗА тип ТВ-7, производство на Харковския турбогенераторен завод (ХТГЗ), с цел повишаване на надеждността, са оборудвани с регулируеми направляващи на лопатките (направляващ апарат) на входа на активната степен, което намалява нивото на напрежения от умора в работните лопатки с активен профил.
Двата спомагателни котела тип КВС-68-бис с паропроизводителност по 10,5 t/h, осигуряват отоплението и битовите нужди на екипажа при престой. Изработването на електроенергия се осигурява от пет турбогенератора тип „ТД-6“ и четири дизел-генератора тип „ДГ-300“, всички с мощност по 300 кW всеки.
Проектното тегло на ГЕУ съставлява 1911 тона.
Състав на главната, котлотурбинна енергетична установка (ГЕУ):
- шест главни парни котела тип КВ-68;
- два спомагателни котела тип КВС-68-бис;
- два главни турбозъбчати агрегата, тип ТВ-7, с обща мощност – 118 100 к.с. (86 800 кW).;
- пет турбогенератора тип ТД-6;
- четири дизел-генератор тип ДГ-300;

## История на службата
Към средата на 50-те години от планираните 25 единици на пр. „68-бис Свердлов“ флота се попълва едва с 14 крайцера от дадения проект, които стават след изписването на линкорите от типа „Севастопол“ основни кораби в ядрото на надводните сили на ВМФ. Към настоящия момент 13 крайцера от проекта са дадени за скрап (включая предаденият на Индонезия през 1961 г. „Орджоникидзе“), а 14-я („Михаил Кутузов“) е превърнат в кораб музей.
Един от крайцерите този тип, е продаден на Турция за метал, но фактически, след изследване на особеностите на обводите и конструкцията на корпуса, е изпитан от ВМС на САЩ в качеството на кораб-мишена в хода на учения. В резултат на торпедния обстрел корабът, благодарение на бронирания си корпус, остава на вода. От среза на предната кула на ГК до среза на задната кула на ГК корпусът на кораба има брониран пояс от 0,5 m над водолинията до кила с дебелина 100 mm, броневия пояс е интегриран (включен) в силовата структура на корпуса на крайцера, което заедно с 16 херметични отсека осигурява неговата доста висока противоторпедна живучест.

## Кораби

### Модификации
- 68-бис – базов проект с артилерийско въоръжение (1952 г.)
- 67-ЕП – на един кораб, като експеримент, е поставен ПКРК КСС „Стрела“ (1955 г.) („Адмирал Нахимов“)
- 67-СИ – проект преоборудван от пр.67-ЕП за съвместни изпитания на ПКРК КСС „Стрела“ (1956 г.)
- 67-бис – проект за преоборудване на крайцерите с установка за ПКРК П-6 (1957 г.)
- 71 – проект за поставяне на крайцерите на ЗРК ДД „Волхов“ вместо част от артвъоръженията (1957 г.)
- 70 – проект за преоборудване в крайцери за ПВО с поставяне на ЗРК ДД „Волхов“ (1957 г.)
- 70-Е – на един кораб е поставен ЗРК „Волхов“ (1958 г.) („Дзержинский“)
- 64 – проект за поставяне на крайцерите на управляеми ракети вместо артилерийското въоръжение (1958 г.)
- 68-А – усилено е зенитното въоръжение (30 mm ЗАК АК-230), ново РEВ (на три кораба в началото на 1970-те г.)
- 68-У1 / У2 – крайцери за управление с ново РЕВ, ЗРК СО „Оса-М“ (1966 г. – 1972 г.) („Жданов“ / „Адмирал Сенявин“)
- 68-бис-ЗиФ – на седем от строящите се кораби е усилена артилерията, увеличена е водоизместимостта (всички са недостроени)

### Влезли в строй
1. „Свердлов“ – БФ
2. „Дзержинский“ – ЧФ
3. „Орджоникидзе“ – БФ
4. „Жданов“ – БФ, ЧФ
5. „Александър Невски“ – СФ
6. „Адмирал Нахимов“ – ЧФ
7. „Адмирал Ушаков“ – БФ, СФ, ЧФ
8. „Адмирал Лазарев“ – БФ, СФ, ТОФ
9. „Александър Суворов“ – БФ, СФ, ТОФ
10. „Адмирал Сенявин“ – СФ, ТОФ
11. „Молотовск“ („Октябърская революция“) – СФ, БФ
12. „Михаил Кутузов“ – ЧФ
13. „Дмитрий Пожарский“ – СФ, ТОФ
14. „Мурманск“ – СФ

### Спрени от строителство

#### „Щербаков“
Заводски номер: 627.
- юни 1951 г. – заложен в КСЗ № 194 („Завод „А. Марти““, Ленинград).
- 31 август 1951 г. – зачислен в списъците на флота.
- 17 март 1954 г. – спуснат на вода.
- 2 септември 1959 г. – свален от строителство при техническа готовност 80,6% и изключен от състава на флота.

#### „Адмирал Корнилов“
Заводски номер: 395.
- 31 август 1951 г. – зачислен в списъците на флота.
- 16 ноември 1951 г. – заложен в КСЗ № 444 („Завод А. Марти“, Николаев).
- 17 март 1954 г. – спуснат на вода.
- 2 септември 1959 г. – свален от строителство при техническа готовност 70,1% и изключен от състава на флота.

#### „Кронщат“
Заводски номер: 453.
- април 1953 г. – заложен в КСЗ № 189 („Завод С. Орджоникидзе“, Ленинград).
- 25 септември 1953 г. – зачислен в списъците на флота.
- 11 септември 1954 г. – спуснат на вода.
- 2 септември 1959 г. – свален от строителство при техническа готовност 84,2% и изключен от състава на флота.

#### „Талин“
Заводски номер: 454.
- 28 септември 1953 г. – заложен в КСЗ № 189 („Завод С. Орджоникидзе“, Ленинград).
- 25 август 1953 г. – зачислен в списъците на флота.
- 28 май 1955 г. – спуснат на вода.
- 2 септември 1959 г. – свален от строителство при техническа готовност 70,3% и изключен от състава на флота.

#### „Варяг“
Заводски номер: 460.
- 5 февруари 1954 г. – заложен в КСЗ № 189 („Завод С. Орджоникидзе“, Ленинград).
- 5 февруари 1954 г. – зачислен в списъците на флота.
- 5 юни 1956 г. – спуснат на вода.
- 2 септември 1959 г. – свален от строителство при техническа готовност 40% и изключен от състава на флота.

#### „Козма Минин“ („Архангелск“)
Заводски номер: 628, затем 303.
- 31 август 1951 г. – зачислен в списъците на флота.
- юни 1952 г. – заложен в КСЗ № 194 („Завод „А. Марти““, Ленинград).
- 25 септември 1953 г. – присвоено ново име „Архангелск“.
- есен 1953 г. – спуснат на вода и отбуксиран на понтони в КСЗ № 402 („СЕВМАШ“, Северодвинск).
- 2 септември 1959 г. – свален от строителство при техническа готовност 68,1% и изключен от състава на флота.

#### „Дмитрий Донски“ („Владивосток“)
Заводски номер: 629, затем 304.
- 31 август 1951 г. – зачислен в списъците на флота.
- април 1953 г. – заложен в КСЗ № 194 („Завод „А. Марти““, Ленинград).
- 25 септември 1953 г. – присвоено ново име „Владивосток“.
- есен 1953 г. – спуснат на вода и отбуксиран на понтони в КСЗ № 402 („СЕВМАШ“, Северодвинск).
- 2 септември 1959 г. – свален от строителство при техническа готовност 28,8% и изключен от състава на флота.

#### Други
Освен това, набелязани за построяване са и леките крайцери със заводски номера 631 (завод № 194) и 396 (завод № 444), идентични на крайцера с номер 408 („Свердлов“), но поръчките за тях са анулирани.

## Оценка на проекта
По съвкупност на бойните характеристики, крайцерите от проекта 68-бис са напълно съвременни бойни кораби, не отстъпващи или превъзхождащи аналозите им в чуждестранните флотове. Зенитното въоръжение на корабите също е достатъчно мощно и обмислено. Те, безусловно, превъзхождат своите английски събратя, намиращи се в строй към средата на 50-те години, както довоенните „Белфаст“ (1939 г.), военните тип „Суифтшър“, така и следвоенните от типа „Тайгър“ (1959 – 1961 г.).
Като цяло, крайцерите от проекта 68-бис в една или друга степен превъзхождат почти всички западни леки крайцери военна постройка и са напълно сравними с тежките. Но, те съществено отстъпват на американските крайцери от последно поколение, снабдени с универсални оръдия за главен калибър с автоматизирано презареждане – типовете „Де Мойн“ и „Устър“.
Редица историци изразяват съмнения в целесъобразността от строителство на голяма серия артилерийски крайцери след Втората световна война (фактически, проекта 68-бис е най-голямата серия следвоенни артилерийски кораби), но следва да се отчете незабавната необходимост за усилване на флота на СССР след войната. Съществуващите към 1945 г. ВМС на СССР не могат да подсигурят даже господството в Балтийско море и Черно море, така в случай на конфликт, откривайки важни съветски флангове за удари по море. Крайцерите проект 68-К по сила примерно съответстват на американските крайцери тип „Кливланд“. За сметка на увеличение на водоизместимостта примерно с 19% при типа „Свердлов“ е възможно да се усили въоръжението, да се увеличат запасите, да се подобрят живучестта, автономността и условията за личния състав. Значително е повишена устойчивостта и е подобрена непотопяемостта. Новата система за управление на огъня „Залп“ позволява да се пуснат на дъното американските леки крайцери без да се влиза в зоната на ефективния им огън. По сравнение с проекта 68-К значително нараства ефективността на зенитната артилерия. Типа „Свердлов“ американските специалисти сравняват с крайцерите тип „Балтимор“.

## Интересни факти
В периода от 1972 до 1973 г. на крайцера от Тихоокеанския флот „Дмитрий Пожарский“ носи службата си бъдещият знаменит съветски актьор и кинорежисьор Никита Михалков (служил в Камчатка).